# Bugnières
Bugnières is een gemeente in het Franse departement Haute-Marne (regio Grand Est) en telt 145 inwoners (2004). De plaats maakt deel uit van het arrondissement Chaumont.

## Geografie
De oppervlakte van Bugnières bedraagt 17,6 km², de bevolkingsdichtheid is 8,2 inwoners per km².
De onderstaande kaart toont de ligging van Bugnières met de belangrijkste infrastructuur en aangrenzende gemeenten.

## Demografie
Onderstaande figuur toont het verloop van het inwonertal (bron: INSEE-tellingen).